# 24. ročník udílení Zlatých glóbů
24. ročník udílení Zlatých glóbů se konal 15. února 1967 v Cocoanut Grove hotelu Ambassador v Los Angeles. Asociace zahraničních novinářů vyhlásila nominace 16. ledna.
Nejvíce Glóbů získal životopisní snímek o Thomasu Moreovi Člověk pro každé počasí. Z pěti nominací proměnil čtyři v cenu. Nejvíce nominací posbíral válečný snímek Strážní loď Sand Pebbles a sice osm. Cenu získal jednu a to za nejlepší mužský vedlejší výkon pro Richarda Attenborougha. Slavná filmová adaptace novelisty Edwarda Albeeho Kdo se bojí Virginie Woolfové? s Elizabeth Taylor a Richardem Burtonem v hlavních rolích získala celkem sedm nominací. Glóbus však tento černobílý snímek nevyhrál ani jeden.
Anglický herec Michael Caine byl nominovaný na dvě ceny za filmy Alfie a Gambit, avšak v obou případech neúspěšně. Poprvé byli v jedné kategorii nominovaní sourozenci. Byly to sestry Lynn a Vanessa Redgravové a kategorie nejlepší herečka v komedii nebo muzikálu. Scenárista Robert Bolt získal Zlatý glóbus druhý rok po sobě.
Československo zaznamenalo na čtyřiadvacátém udílení Glóbů úspěch v podobě nominace pro nejlepší zahraniční film v jiném, než anglickém jazyce. Formanovy Lásky jedné plavovlásky získaly nominaci nejen na Glóbus, ale také na Oscara. V obou případech bez vítězství. Polská herečka Ida Kamińska získala za svůj působivý výkon v dramatu Obchod na korze nominaci v kategorii nejlepší herečka v hlavní roli.
Miss Golden Globe se stala Miss Universe 1964 Řekyně Corinna Tsopei. Miss (anebo později i Mr.) Golden Globe je titul pro hostesku, která asistuje při udílení cen. Většinou jde o dceru (syna) slavných rodičů.

## Vítězové a nominovaní

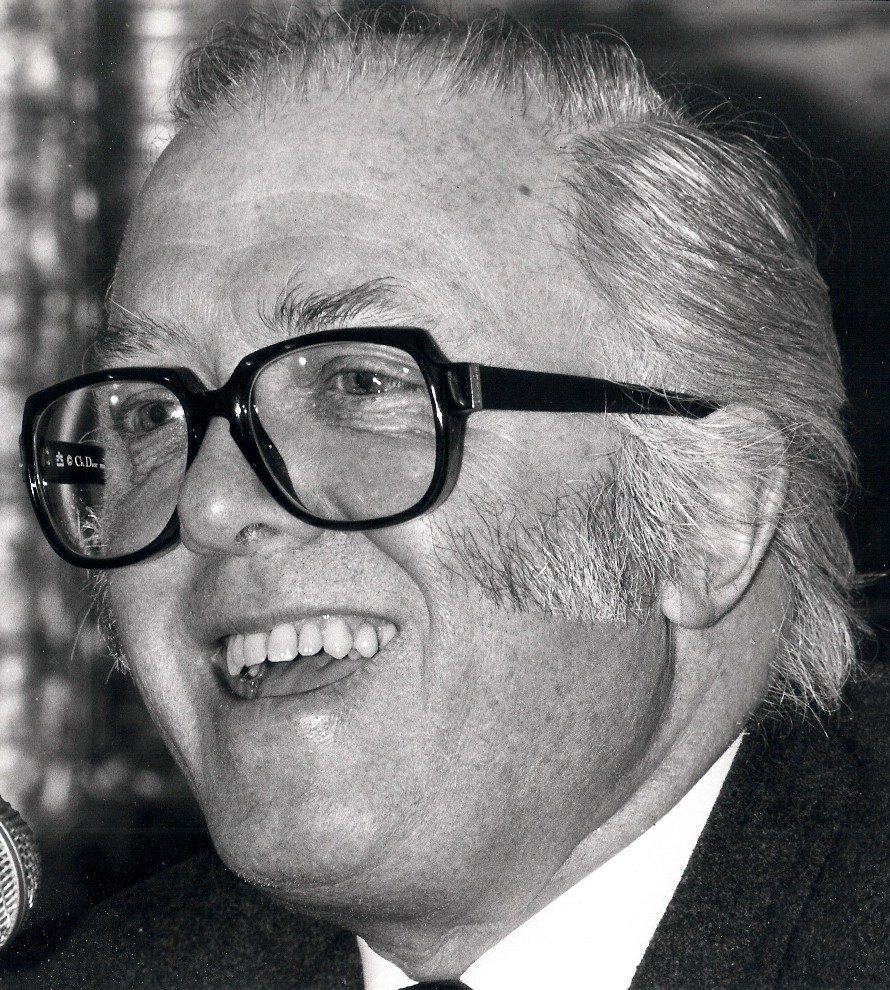
Nejlepší vedlejší herec Richard Attenborough

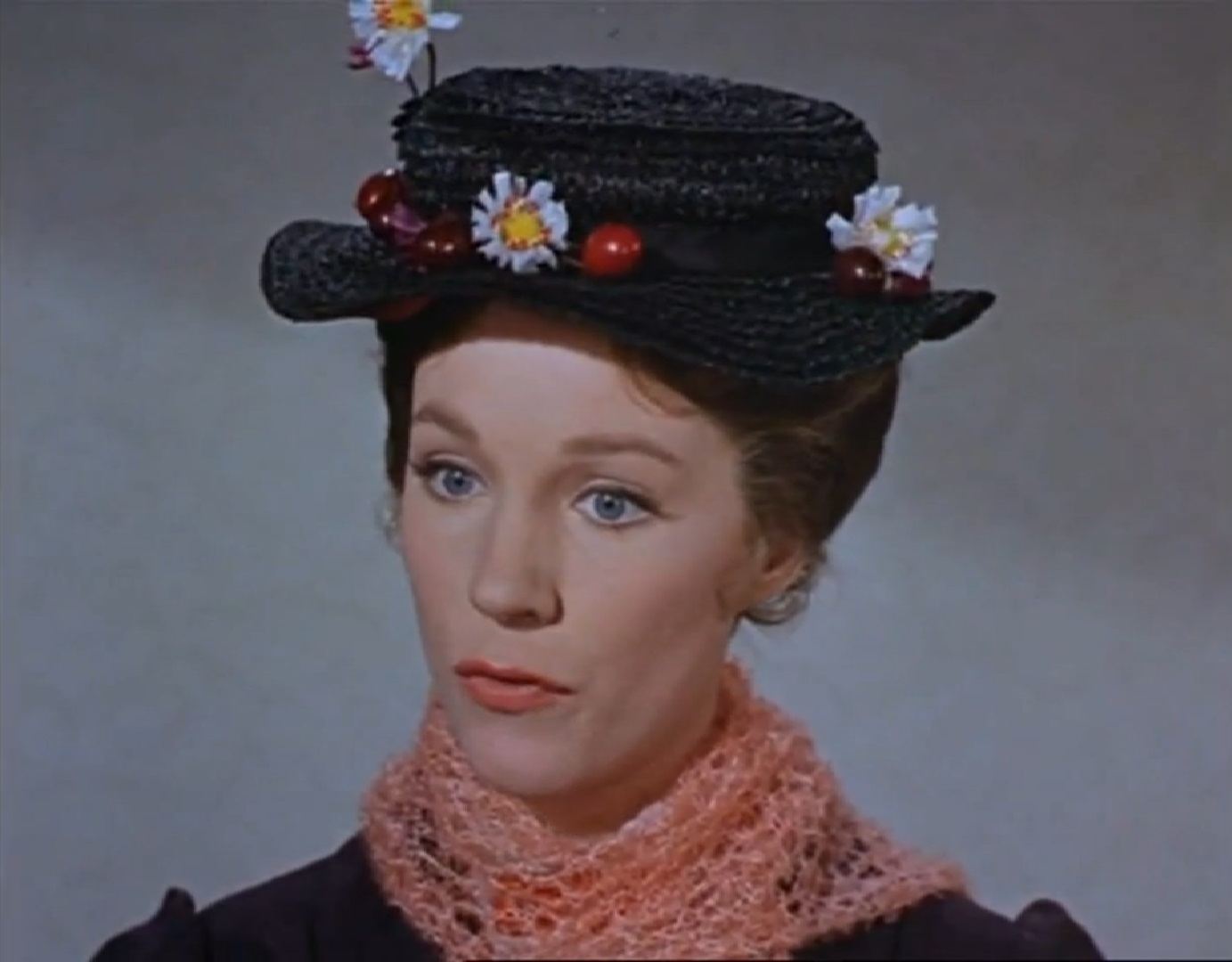
Julie Andrews, držitelka ceny Henrietta

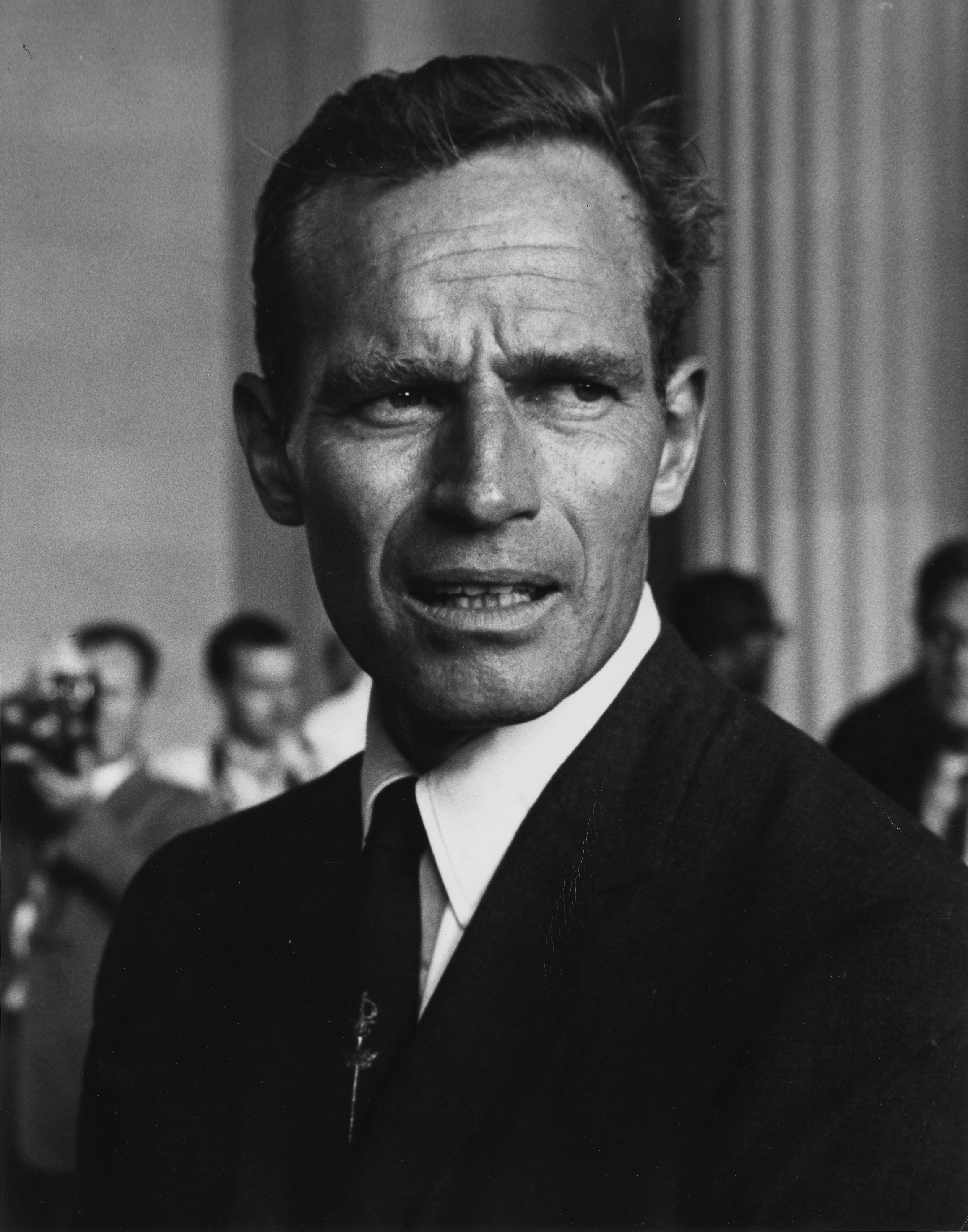
Charlton Heston, držitel ceny Cecila B. DeMilla

### Filmové počiny

#### Nejlepší film (drama)
- Člověk pro každé počasí – producent Fred Zinnemann
- Volání divočiny – producenti Carl Foreman, Sam Jerre, Paul B. Radin
- Profesionálové – producent Richard Brooks
- Strážní loď Sand Pebbles – producent Robert Wise
- Kdo se bojí Virginie Woolfové? – producent Ernest Lehman

#### Nejlepší film (komedie / muzikál)
- Rusové přicházejí! Rusové přicházejí! – producent Norman Jewison
- Cestou na fórum se stala divná věc – producent Melvin Frank
- Gambit – producent Leo L. Fuchs
- S mojí ženou ne! – producent Norman Panama
- Teď už jsi velký chlapec – producent Phil Feldman

#### Nejlepší režie
- Fred Zinnemann – Člověk pro každé počasí
- Lewis Gilbert – Alfie
- Claude Lelouch – Muž a žena
- Mike Nichols – Kdo se bojí Virginie Woolfové?
- Robert Wise – Strážní loď Sand Pebbles

#### Nejlepší herečka (drama)
- Anouk Aimée – Muž a žena
- Ida Kamińska – Obchod na korze
- Virginia McKennaová – Volání divočiny
- Elizabeth Taylor – Kdo se bojí Virginie Woolfové?
- Natalie Wood – Zakázaný majetek

#### Nejlepší herečka (komedie / muzikál)
- Lynn Redgrave – Dívka Georgy
- Jane Fonda – Každou středu
- Elizabeth Hartman – Teď už jsi velký chlapec
- Shirley MacLaine – Gambit
- Vanessa Redgrave – Morgan - případ zralý k léčení

#### Nejlepší herec (drama)
- Paul Scofield – Člověk pro každé počasí
- Richard Burton – Kdo se bojí Virginie Woolfové?
- Michael Caine – Alfie
- Steve McQueen – Strážní loď Sand Pebbles
- Max von Sydow – Havaj

#### Nejlepší herec (komedie / muzikál)
- Alan Arkin – Rusové přicházejí! Rusové přicházejí!
- Alan Bates – Dívka Georgy
- Michael Caine – Gambit
- Lionel Jeffries – The Spy With a Cold Nose
- Walter Matthau – Štístko

#### Nejlepší herečka ve vedlejší roli
- Jocelyn Lagarde – Havaj
- Sandy Dennis – Kdo se bojí Virginie Woolfové?
- Vivien Merchant – Alfie
- Geraldine Page – Teď už jsi velký chlapec
- Shelley Winters – Alfie

#### Nejlepší herec ve vedlejší roli
- Richard Attenborough – Strážní loď Sand Pebbles
- Mako – Strážní loď Sand Pebbles
- John Saxon – Grošák
- George Segal – Kdo se bojí Virginie Woolfové?
- Robert Shaw – Člověk pro každé počasí

#### Objev roku – herečka
- Camilla Sparv – Vyloupení banky v L. A.
- Candice Bergen – Parta & Strážní loď Sand Pebbles
- Marie Gomez – Profesionálové
- Lynn Redgrave – Dívka Georgy
- Jessica Walter – Grand Prix

#### Objev roku – herec
- James Farentino – The Pad… And How To Use It
- Alan Arkin – Rusové přicházejí! Rusové přicházejí!
- Alan Bates – Dívka Georgy
- John Philip Law – Rusové přicházejí! Rusové přicházejí!
- Antonio Sabato – Grand Prix

#### Nejlepší scénář
- Robert Bolt – Člověk pro každé počasí
- Bill Naughton – Alfie
- William Rose – Rusové přicházejí! Rusové přicházejí!
- Robert Anderson – Strážní loď Sand Pebbles
- Ernest Lehman – Kdo se bojí Virginie Woolfové?

#### Nejlepší hudba
- Elmer Bernstein – Havaj
- Toshiro Mayazumi – Bible
- Maurice Jarre – Paris brûle-t-il?
- Francis Lai – Muž a žena
- Jerry Goldsmith – Strážní loď Sand Pebbles

#### Nejlepší filmová píseň
- „Strangers In the Night“ – A Man Could Get Killed, hudba Bert Kämpfert, text Charles Singleton, Eddie Snyder
- „Alfie“ – Alfie, hudba Burt Bacharach, text Hal David
- „Born Free“ – Volání divočiny, hudba John Barry, text Don Black
- „Georgy Girl“ – Dívka Georgy, hudba Tom Springfield, text Jim Dale
- „A Man and A Woman“ – Muž a žena, hudba Francis Lai, text Pierre Baruch

#### Nejlepší zahraniční film (v jiném než anglickém jazyce)
- Muž a žena – režie Claude Lelouch, Francie
- Hamlet – režie Grigorij Kozincev, Sovětský svaz
- Pas question le samedi – režie Alex Joffé, Francie / Izrael
- Dámy a pánové – režie Pietro Germi, Itálie
- Lásky jedné plavovlásky – režie Miloš Forman, Československo

#### Nejlepší zahraniční film (v anglickém jazyce)
- Alfie – režie Lewis Gilbert, Velká Británie
- Zvětšenina – režie Michelangelo Antonioni, Velká Británie
- Dívka Georgy – režie Silvio Narizzano, Velká Británie
- Morgan – případ zralý k léčení – režie Karel Reisz, Velká Británie
- Romeo and Juliet – režie Paul Czinner, Velká Británie
- The Spy With a Cold Nose – režie Daniel Petrie, Velká Británie

### Televizní počiny

#### Televizní seriál / film
- I Spy
- Uprchlík
- The Man From U.N.C.L.E.
- Run For Your Life
- That Girl

#### Herec v seriálu
- Dean Martin – The Dean Martin Show
- Bill Cosby – I Spy
- Robert Culp – I Spy
- Ben Gazzara – Run For Your Life
- Christopher George – The Rat Patrol

#### Herečka v seriálu
- Anne Francis – That Girl
- Phyllis Diller – The Pruitts Of Southampton
- Barbara Eden – I Dream Of Jeannie
- Elizabeth Montgomery – Bewitched
- Barbara Stanwyck – Big Valley

### Zvláštní ocenění

#### Henrietta Award (Oblíbenci světového filmu)
- herečka Julie Andrews
- herec Steve McQueen

#### Cena Cecila B. DeMilla
- Charlton Heston